# Monoklines Kristallsystem

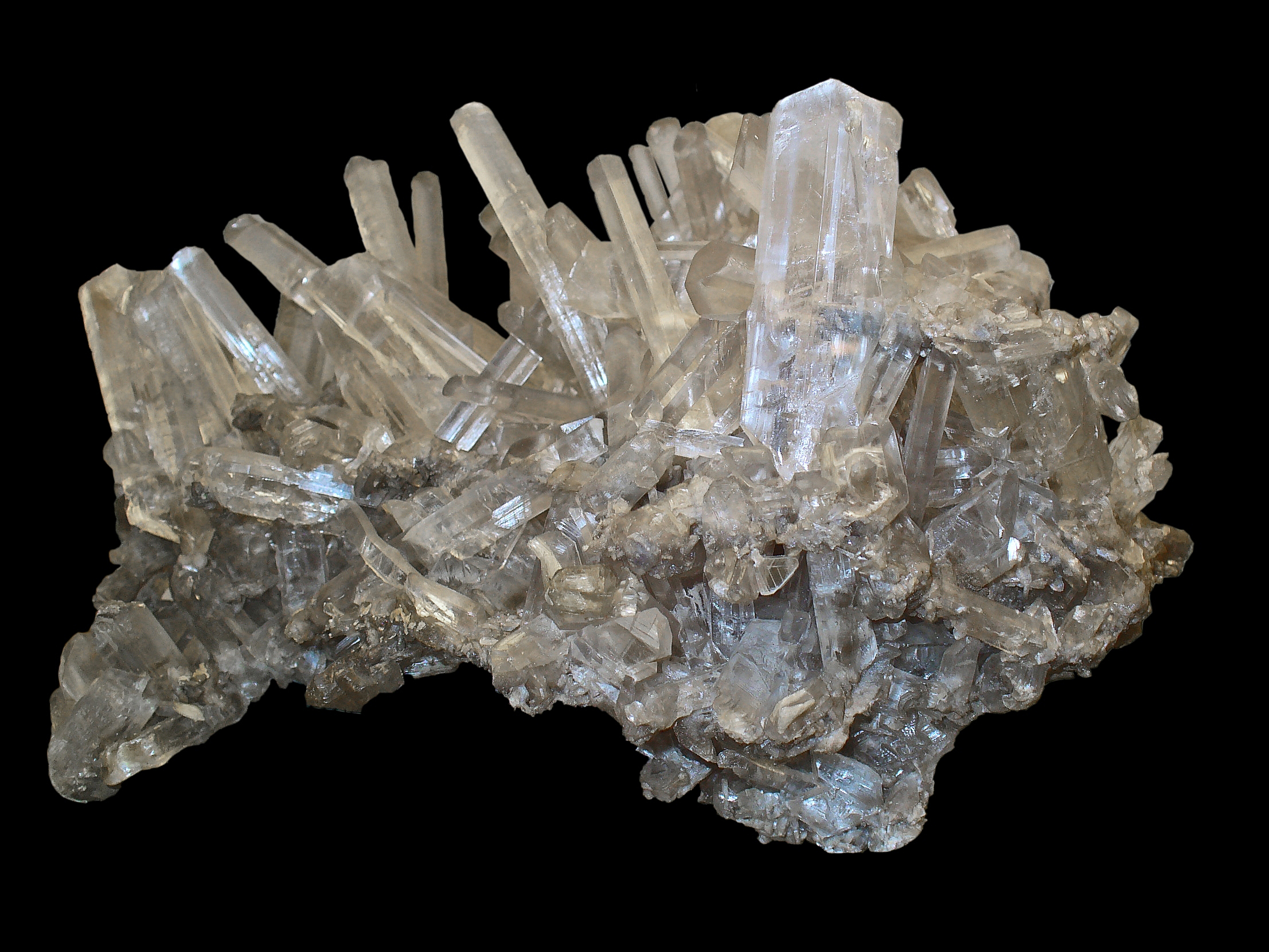
Gipskristallstufe aus Friedrichroda, Thüringen

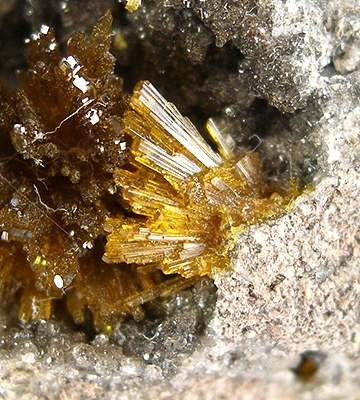
Uranophan-alpha aus der Rössing Mine, Erongo, Namibia

Das Monokline Kristallsystem (altgriechisch μόνος mónos „allein“, „einzig“ und κλίνειν klinein „neigen“, „beugen“) gehört zu den sieben Kristallsystemen der Kristallographie. Es umfasst alle Punktgruppen, die in genau einer Richtung eine zweizählige Dreh- oder Drehinversionsachse besitzen. Dies ist die einzige durch eine besondere Symmetrie ausgezeichnete Richtung in diesem Kristallsystem.
Das Wort monoklin bedeutet einfach geneigt und bezieht sich darauf, dass von den Winkeln zwischen den Gitterachsen genau einer vom rechten Winkel abweicht.

## Gittersystem
Das monokline Gitter hat die Holoedrie 2/m, das monokline Gittersystem wird mit m bezeichnet.
Im monoklinen Kristallsystem spielt die Richtung der Symmetrieachse eine besondere Rolle, sie wird daher auch monokline Achse genannt. Diese Achse entspricht auch einer Richtung des monoklinen Gitters. Die anderen beiden Gitterachsen stehen senkrecht zu dieser Achse und schließen einen Winkel ungleich 90° ein; dieser Winkel wird auch monokliner Winkel genannt.
Für die Lage der monoklinen Achse gibt es zwei Aufstellungen (engl. settings):
- die monokline Achse in c-Richtung (1st setting), der monokline Winkel ist γ (nur noch selten verwendet).
- die monokline Achse in b-Richtung (2nd setting), der monokline Winkel ist β (vgl. Abb. unten).

Demzufolge ergeben sich die Bedingungen für das monokline Gittersystem:
- {\displaystyle a\ \neq \ b\ \neq \ c\ }
- {\displaystyle \alpha =\gamma =90^{\circ },\beta \neq 90^{\circ }} (im 2nd setting).

Enthält die Struktur
- eine zweizählige Drehachse oder eine 21-Schraubenachse, so liegt diese parallel zur monoklinen Achse.
- eine Spiegelebene oder Gleitspiegelebene, so liegt diese senkrecht zur monoklinen Achse.

Die Benennung der a- und c-Achse geschieht folgendermaßen:
- ist keine Gleitspiegelebene vorhanden, wird a < c gewählt (allerdings nicht zwingend).
- bei Vorhandensein einer Gleitspiegelebene können zwei verschiedene Elemente für die Gleitrichtung der Gleitspiegelung gewählt werden:
  - die c-Achse (c-Gleitspiegelebene)
  - die Flächendiagonale {\displaystyle {\tfrac {a+c}{2}}} (n-Gleitspiegelebene).

Die Achsen sollen dabei so gewählt werden, dass der monokline Winkel so nahe an 90° liegt wie möglich. In der Literatur findet man jedoch auch Strukturbestimmungen, in denen die Gleitkomponente in Richtung der a-Achse liegt.

## Bravaisgitter

Monoklin primitives Gitter: mP
Monoklin basiszentriertes Gitter: mC (mA, mB)

Im Monoklinen gibt es neben dem primitiven noch ein basiszentriertes Bravaisgitter. Die Achsen werden aus Konvention so gewählt, dass immer eine C-Zentrierung entsteht.
Hiervon abweichende Aufstellungen, hauptsächlich die I-Zentrierung, sind allerdings auch üblich. Auch hier gilt, dass diejenige Zentrierung gewählt werden soll, bei welcher der monokline Winkel möglichst nahe bei 90° liegt.

## Punktgruppen und ihre physikalischen Eigenschaften
Das monokline Kristallsystem umfasst die Punktgruppen 2, m und 2/m. Sie bilden die monokline Kristallfamilie und können mit dem monoklinen Gittersystem beschrieben werden.
Zur Beschreibung der monoklinen Kristallklassen in Hermann-Mauguin-Symbolik werden die Symmetrieoperationen bezüglich vorgegebener Richtungen (Blickrichtungen) im Gittersystem angegeben:
- 1. Symbol in Richtung der a-Achse (<100>)
- 2. Symbol in Richtung der b-Achse (<010>)
- 3. Symbol in Richtung der c-Achse (<001>).

Werden beim ausführlichen Hermann-Mauguin Symbol die Richtungen ohne Symmetrieelement mit 1 bezeichnet, so fallen diese Richtungen in der Kurzschreibweise weg; in diesem Fall kann man nicht mehr zwischen 1st und 2nd setting unterscheiden (vgl. oben Gittersystem).
Charakteristisch für die Raumgruppensymbole des monoklinen Kristallsystems ist genau eine Achse mit einer Symmetrie ungleich 1.
| Punktgruppe (Kristallklasse) | Punktgruppe (Kristallklasse) | Punktgruppe (Kristallklasse) | Punktgruppe (Kristallklasse) | Punktgruppe (Kristallklasse)             | Punktgruppe (Kristallklasse)             | Punktgruppe (Kristallklasse) | Punktgruppe (Kristallklasse) | Physikalische Eigenschaften | Physikalische Eigenschaften | Physikalische Eigenschaften | Physikalische Eigenschaften   | Beispiele             |
| Nr.                          | Kristallsystem               | Name                         | Schoenflies-Symbol           | Internationales Symbol (Hermann-Mauguin) | Internationales Symbol (Hermann-Mauguin) | Laueklasse                   | Zugehörige Raumgruppen (Nr.) | Enantiomorphie              | Optische Aktivität          | Pyroelektrizität            | Piezoelektrizität; SHG-Effekt | Beispiele             |
| Nr.                          | Kristallsystem               | Name                         | Schoenflies-Symbol           | Voll                                     | Kurz                                     | Laueklasse                   | Zugehörige Raumgruppen (Nr.) | Enantiomorphie              | Optische Aktivität          | Pyroelektrizität            | Piezoelektrizität; SHG-Effekt | Beispiele             |
| ---------------------------- | ---------------------------- | ---------------------------- | ---------------------------- | ---------------------------------------- | ---------------------------------------- | ---------------------------- | ---------------------------- | --------------------------- | --------------------------- | --------------------------- | ----------------------------- | --------------------- |
| 3                            | monoklin                     | monoklin-sphenoidisch        | C2                           | 121 (bzw. 112)                           | 2                                        | 2/m                          | 3–5                          | +                           | +                           | + [010] (bzw. [001])        | +                             | Uranophan Halotrichit |
| 4                            | monoklin                     | monoklin-domatisch           | Cs (C1h)                     | 1m1 (bzw. 11m)                           | m                                        | 2/m                          | 6–9                          | –                           | +                           | + [u0w] (bzw. [uv0])        | +                             | Soda Skolezit         |
| 5                            | monoklin                     | monoklin-prismatisch         | C2h                          | 12/m1 (bzw. 112/m)                       | 2/m                                      | 2/m                          | 10–15                        | –                           | –                           | –                           | –                             | Gips Kryolith         |
| 1.                           |                              |                              |                              |                                          |                                          |                              |                              |                             |                             |                             |                               |                       |

Weitere monoklin kristallisierende chemische Stoffe siehe Kategorie:Monoklines Kristallsystem